# Hatchback

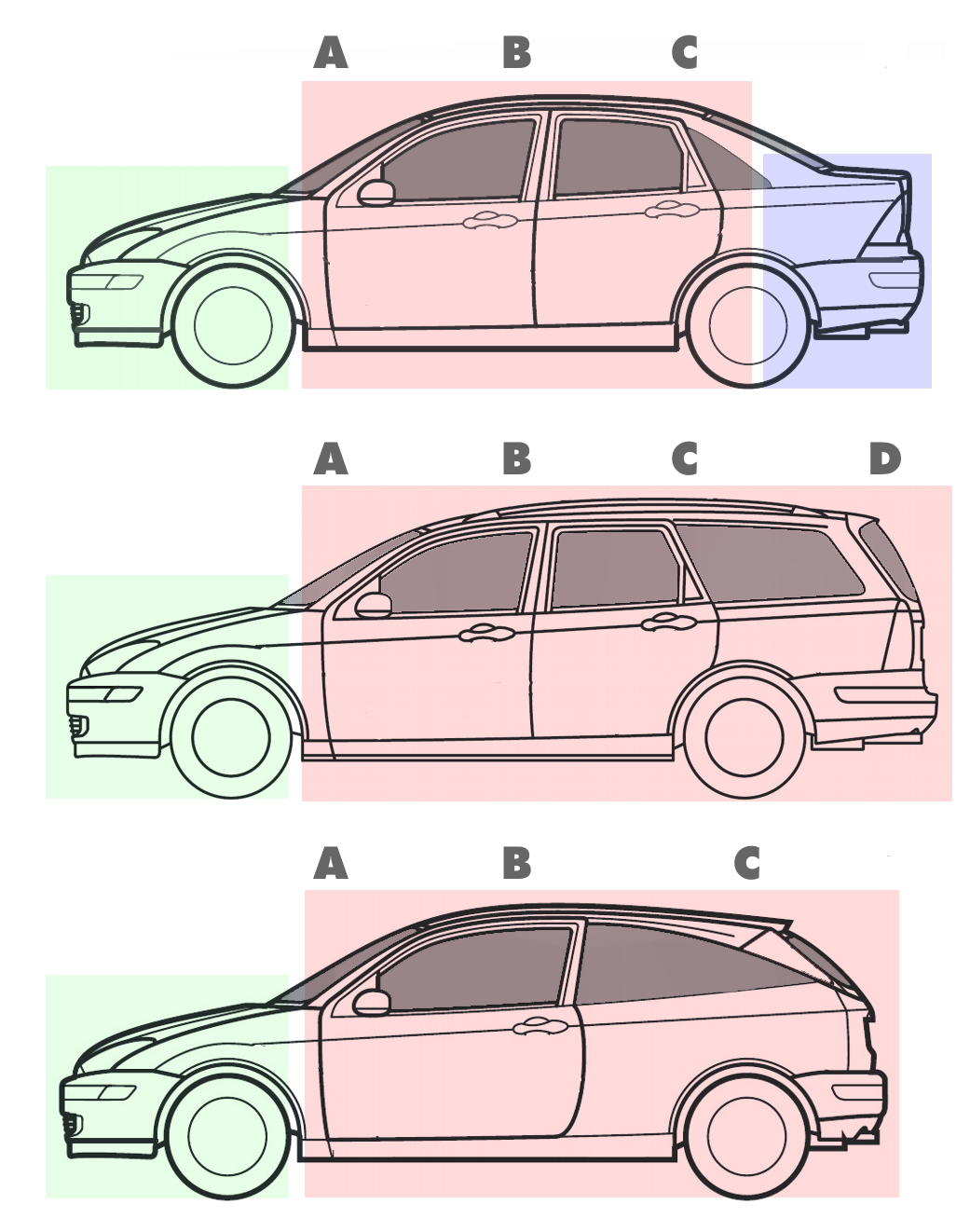
Typické konfigurace automobilové karosérie: sedan, kombi a hatchback

konfigurace zadních sloupků karoserií hatchback a kombi

Hatchback je typ dvouprostorové automobilové karoserie s otevíratelnou, nahoře zavěšenou a oknem opatřenou, výklopnou zadní částí, která se prudce svažuje jako u kombi, ale je kratší. Bývá obvykle třídveřová nebo pětidveřová. Výklopná zadní část usnadňuje přístup k zavazadlům.

## Historie
Prvním automobilem s touto karoserií byla v roce 1938 verze Commerciale vozu vyšší střední třídy Citroën Traction Avant určená obchodníkům přepravujícím objemné předměty jako řezníci, pekaři, vinaři a prodejci potravin nebo piva. V roce 1959 začala výroba verze Countryman malého vozu Austin A40 Farina s touto karoserií. V roce 1961 začala výroba malého vozu Renault 4, který se stal prvním masově vyráběným vozem s touto karoserií a na některých trzích byl prodáván jako mini kombi. Vůz Renault 16 se stal roku 1965 prvním hatchbackem střední třídy. Praktická karoserie hatchback se s masovým rozvojem automobilismu postupně stala nejprodávanější v segmentu do vyšší střední třídy.

## Příklady
Tento typ karoserie má například Škoda Fabia, Ford Focus, Fiat Grande Punto, Opel Astra, trojčata bývalého kolínského TPCA (Toyota Aygo, Peugeot 107, Citroën C1) nebo Peugeot 206, Ford Fiesta a i třeba BMW řady 1.